# スジョ
スジョ（朝: 수저）は、主に朝鮮料理を食べるための食器のセットを表す言葉である。スプーンを意味する「スッカラック(匙가락/숟가락)」と箸を意味する「チョッカラック(箸가락/젓가락)」のかばん語である。楕円または丸い長方形の断面の金属（主にステンレス）製の箸と長い柄のついた浅い同じ材質のスプーンからなる。最近では素早く食べるために両方を同時に使うこともあるが、特に年上と一緒に食べる時には、1つの手にスプーンと箸の両方を持つのは、良いエチケットではないとされている。多くの場合、箸のみを使って食べる。
箸はテーブルに置くべきであり、食べ物の中、特に飯の中に立ててはいけない。これは、死んだ祖先のために墓に供えられる飯と似ていることから、縁起が悪いとされる。スプーンは、使わない時には、飯かスープの茶碗に立てかけておく。
紙や生地でできたものにはしばしば長寿の象徴が刺繍され、結婚式等の贈り物となる。これらは土産としても販売されている。